# 하워드 막스 (투자자)

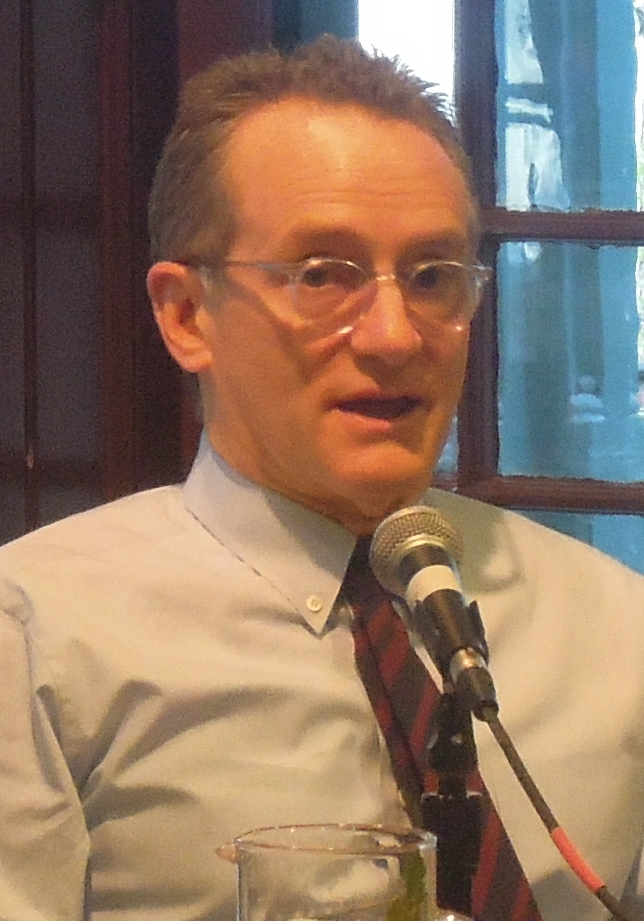

하워드 막스(Howard Marks, 본명: 하워드 스탠리 막스, Howard Stanley Marks, 1946년 4월 23일 ~ )는 미국의 투자자이자 작가이다. 전 세계 부실 증권의 최대 투자자인 오크트리 캐피털 매니지먼트(Oaktree Capital Management)의 공동 창립자이자 공동 회장이다. 2022년 순자산 22억 달러로 막스는 포브스 억만장자 목록에서 1365위를 차지했다.
막스는 자신의 투자 전략과 경제에 대한 통찰력을 자세히 설명하고 오크트리 웹사이트에 공개적으로 게시하는 "메모"로 인해 투자 커뮤니티에서 존경을 받고 있다. 그는 또한 투자에 관한 3권의 책을 출판했다. 워렌 버핏에 따르면, "내 메일에서 하워드 막스의 메모를 볼 때 가장 먼저 열어서 읽는다. 나는 항상 무언가를 배우는데, 이는 그의 책에 두 배로 적용된다."고 이야기기한다.
막스는 리스크 관리에 중점을 두고 투자자들은 각자의 상황에 따라 투자 전략을 세우고, 돈을 잃을 위험을 더 걱정하는지, 아니면 기회를 놓칠 위험을 더 걱정하는지 스스로에게 물어봐야 한다고 말한다. 막스는 많은 똑똑한 사람들이 이미 연구를 하고 있기 때문에 연구를 통해 투자 이점을 얻는 것이 어렵다고 믿는다. 이점을 얻는 방법은 현재 회사 데이터가 암시하는 결과를 더 잘 추론하고, 투자 심리를 관리하고, 비즈니스/시장 주기의 현재 단계를 평가하는 것이다. 그는 투자자들이 이익을 통해 얻는 이익보다 손실이 더 큰 해를 끼친다는 믿음으로 인해 강세장에서는 평균 수익률을 얻고 약세장에서는 손실을 최소화하기를 희망한다. 막스는 경기 침체기에 투자할 수 있는 현금을 확보하기 위해 시장 타이밍 전략을 사용하는 것을 선호한다. 막스는 투자자들이 무언가가 확실하다고 믿는 것보다 자신이 모르는 것을 인정하는 것이 중요하다고 지적한다. 그는 '홈런'보다 '높은 타율'을 노린다.
막스가 이끄는 펀드는 연간 19%의 수수료를 제외한 장기 수익을 창출했다. 투자자는 주로 연기금과 국부펀드이다.